# On Stage: February 1970
| Recensione                    | Giudizio |
| ----------------------------- | -------- |
| AllMusic                      | [ 1 ]    |
| MusicHound                    | [ 2 ]    |
| The Rolling Stone Album Guide | [ 3 ]    |
| Rough Guides                  | [ 4 ]    |

On Stage: February 1970 è un album dal vivo di Elvis Presley registrato nel febbraio 1970 all'International Hotel, di Las Vegas. Il disco contiene il singolo di successo The Wonder of You, che raggiunse il primo posto in classifica in Gran Bretagna. L'album venne pubblicato nel giugno 1970.
Altri famosi brani inclusi sono See See Rider, la celebre Yesterday dei Beatles, Proud Mary dei Creedence Clearwater Revival, Polk Salad Annie, Runaway di Del Shannon, e una versione dello standard Let It Be Me (in originale Je t'appartiens di Gilbert Bécaud). See See Rider diventò il brano inaugurale di tutti i concerti di Elvis del periodo, mentre Polk Salad Annie divenne una costante in ogni esibizione negli anni a venire.

## Tracce

### Lato A
1. See See Rider (Traditional)
2. Release Me (Eddie Miller/Dub Williams/Robert Yount)
3. Sweet Caroline (Neil Diamond)
4. Runaway (Del Shannon/Max Crook)
5. The Wonder of You (Baker Knight)

### Lato B
1. Polk Salad Annie (Tony Joe White)
2. Yesterday (John Lennon & Paul McCartney)
3. Proud Mary (John Fogerty)
4. Walk a Mile in My Shoes (Joe South)
5. Let It Be Me (Je t'appartiens) (Gilbert Bécaud/Mann Curtis/Pierre Delanoë)

### Extended Version
Nel 1999, la BMG Sony ha ristampato l'album in edizione deluxe con la seguente scaletta:
1. See See Rider
2. Release Me
3. Sweet Caroline
4. Runaway
5. The Wonder of You
6. Polk Salad Annie
7. Yesterday/Hey Jude
8. Proud Mary
9. Walk a Mile in My Shoes
10. In the Ghetto
11. Don't Cry Daddy
12. Kentucky Rain
13. I Can't Stop Loving You
14. Suspicious Minds
15. Long Tall Sally
16. Let It Be Me

### Legacy Edition
Il 23 marzo 2010, l'album è stato ripubblicato in una edizione a due dischi chiamata "Legacy Edition" comprendente, oltre le bonus tracks della versione precedente, anche l'intero album Elvis in Person At the International Hotel Las Vegas sul secondo CD.

### CD 1
1. See See Rider
2. Release Me
3. Sweet Caroline
4. Runaway
5. The Wonder of You
6. Polk Salad Annie
7. Yesterday/Hey Jude
8. Proud Mary
9. Walk a Mile in My Shoes
10. Let It Be Me
11. Don't Cry Daddy (Live at the International Hotel Las Vegas, NV, 18/02/70, Show serale)  2:38
12. Kentucky Rain (Live at the International Hotel Las Vegas, NV, 16/02/70, Show serale)  3:20
13. Long Tall Sally (Live at the International Hotel Las Vegas, NV, 18/02/70, Show di mezzanotte)  1:32
14. The Wonder of You (Live at the International Hotel Las Vegas, NV, 18/02/70, prove nel pomeriggio)  6:57

### CD 2
1. Blue Suede Shoes  2:05 (Carl Perkins)
2. Johnny B. Goode  2:20 (Chuck Berry)
3. All Shook Up  2:07
4. Are You Lonesome Tonight?  3:15
5. Hound Dog  1:53  (Jerry Leiber e Mike Stoller)
6. My Babe  2:10
7. Medley: Mystery Train/Tiger Man  3:45  (Junior Parker-Sam Phillips/Joe Hill Lewis-Sam Burns)
8. Words  2:45
9. Can't Help Falling in Love  2:12
10. I Got a Woman (Ray Charles) (Live at the International Hotel Las Vegas, NV, 23/08/69, Show serale)  2:39
11. Medley: Jailhouse Rock/Don't Be Cruel (Live at the International Hotel Las Vegas, NV, 23/08/69, Show serale)  3:22
12. Heartbreak Hotel (Live at the International Hotel Las Vegas, NV, 23/08/69, Show serale)  2:19
13. Baby, What Do You Want Me to Do (Live at the International Hotel Las Vegas, NV, 23/08/69, Show serale)  3:32
14. Reconsider Baby (Live at the International Hotel Las Vegas, NV, 23/08/69, Show di mezzanotte)  3:17
15. Funny How Time Slips Away (Live at the International Hotel Las Vegas, NV, 25/08/69, Show serale)  2:38